# Selat Wetar
Selat Wetar är ett sund i Indonesien. Det ligger i den sydöstra delen av landet, 2 200 km öster om huvudstaden Jakarta.